# Колманскоп
Колманскоп (на африкаанс: Kolmanskop; на немски: Kolmannskuppe; букв. „Хълмът на Колман“) е град-призрак в Намибия. Разположен е в пустинята Намиб, на 10 km югоизточно от Людериц. Преди е бил много богато миньорско селище, а в днешно време е популярна туристическа дестинация.

## История
Кръстен е на Джони Колман, който в началото на 20 век, докато транспортира стоки с каруцата си, е застигнат от пясъчна буря. Поради силата на бурята, Джони е принуден да изостави каруцата си в района на селището, което по-късно приема името му.
През 1908 г. железопътният работник Закариас Левала намира диамант в района на Колманскоп, докато разчиства с лопата железницата от пясъка. Той го показва на началника си, който е бил убеден, че е диамант. Скоро след това, в Колманскоп се стичат много търсачи на бързо забогатяване. Близкото селище Людериц се е опразнило буквално за една нощ, а ловците на диаманти прииждали на тълпи в Колманскоп, където елмазите са ги чакали направо на повърхността на пясъка. Съществуват исторически фотографии на миньори, коленичещи с ръце в пясъка, търсейки диаманти. През 1912 г. в Колманскоп се произвежда 11% от световното производство на диаманти.
Градът е построен в типичен немски архитектурен стил, благодарение на огромното богатство на жителите му. Имало е болница с рентген, училище, плувен басейн, завод за сода, бална зала, театър, зала за боулинг и много други удобства. Златния си период Колманскоп изживява в началото на 1920-те, когато е дом на 350 немски колониалисти и 800 работници от етноса овамбо. През следващите години диамантеното находище е изчерпано, а нови залежи са открити на юг в Оранжемунд. Градът бързо запада, а жителите му го изоставят напълно през 1956 г. Пустинята бързо затрупва до половина сградите в селището. То е отворено за туристи през 1980 г., като за посещението му е нужно разрешение, което се дава на входа на града. Днес няколко сгради са реставрирани и има музей.